# كاتدرائية القديس شتيفانس (فيينا)

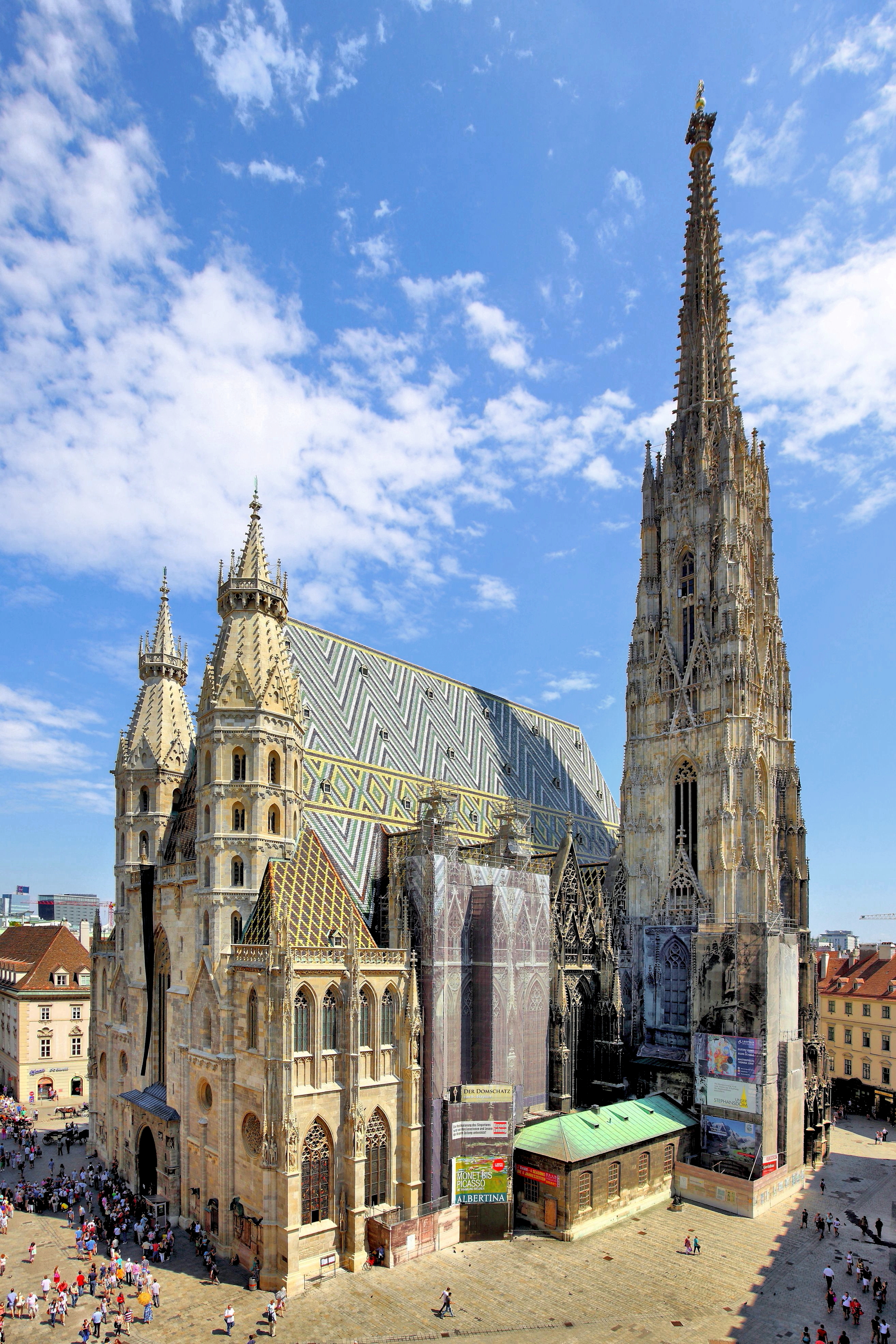
الكاتدرائية

كاتدرائية سانت ستيفنس هي الكنيسة الأم لرئيس أساقفة فيينا وفيها كرسي أرشيدوق فيينا الحالي كريستوف شونبورن. تتميز الكاتدرائية ببنائها القوطي وهندسة القرون الوسطى، تقع الكاتدرائية في وسط ساحة ستيفنبلاتز وسط فيينا.
بداية إنشائها كان في عهد رودولف الرابع حيث بني جزء منها على أنقاض كنيستين قديمتين احدهم هي الكنيسة الأبرشية المبنية عام 1147.
تتميز هذه الكنيسة العظيمة المبنية على الطراز القوطي بروعة زخارفها وأحجارها المتعددة الألوان خاصة على الأسطح الخارجية للكنيسة والأسقف مما جعلها أحد ابرز معالم فيينا ومحل استقطاب الزوار.

## تاريخها

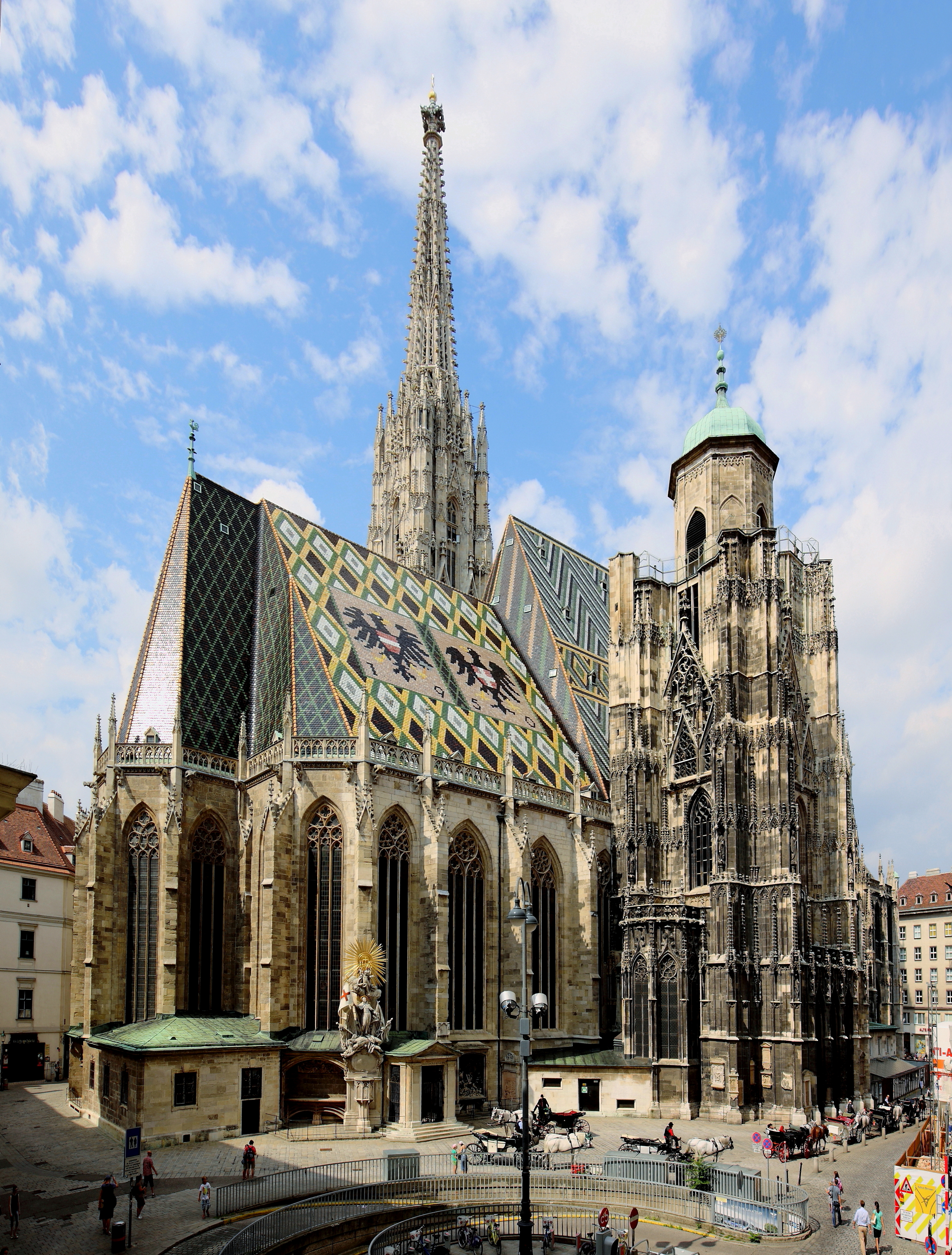
كاتدرائية سان ستيفانس

يعود تاريخ هذه الكنيسة إلى القرن الثاني عشر، حينما كانت فيينا في ذلك الوقت مركزا للحضارة الألمانية من بين سائر الدول الأوربية ومركزا لاستقطاب العلماء والفنانين ورجال الدين. وبسبب النقص في عدد الكنائس ودور العبادة فقد تقرر أن يتم بناء الكاتدرائية لكي تستطيع أن تلبي الاحتياجات الدينية للعامة، وخلال عمليات الحفر والتنقيب تم العثور على موقع يصلح لبناء الكنيسة الأبرشية ولكن على أنقاض مقبرة أثرية تعود لروما القديمة.

## بداية الإنشاء
بدء العمل بوضع الأساسات عام 1137 واستمر لمدة عشرة أعوام إلى 1147, وتم تسميته بسانت ستيفن، وهذا الاسم مشتق من الكلمة الإغريقية ستيفانوس وتعنى التاج، حيث إن ستيفانوس الذي عاش في القرن الأول مع بداية انتشار المسيحية كان شخصا مبجلا وقد تم تقليده بتاج الشهادة للديانة المسيحية لما قدمه للمسيحية.
استمرت التعديلات والإصلاحات والتوسعات الكبيرة على الكنيسة حتى عام 1511, وخلال هذه الفترة تعرضت الكنيسة لعدة كوارث منها الحريق الكبير الذي تعرضت له عام 1258 والذي أتى على جزء كبير من بنيتها الأساسية، تمت المباشرة بإعادة البناء للهيكل وللبرجين المزخرفين في 23 أبريل 1263 وبهذه المناسبة يتم سنويا دق النواقيس احتفالا بالحدث.
في عام 1304 أضاف ألبرت الثاني أجنحة للكاتدرائية وذلك لزيادة المساحة الاستيعابية وكذلك توسعة ساحة الجوقة الموسيقية وتزيينها بالفسيفساء والقطع الفنية.
في عام 1365 قام رودولف الرابع بخطوة جريئة متمثلة بوضع جدول للقوائم الضريبية والإرث بما يتناسب وحجم الكنيسة وان يكون للكنيسة أبرشية مستقلة بها حيث إن هذه الخطوة طالما كانت تراود رودولف وسكان النمسا للحصول على الأبرشية الخاصة بهم.
في عام 1469 أقدم فريدريك الثالث امبراطور روما المقدسة على معارضة البابا بول الثاني وعين أسقفا للكنيسة. وفي نفس السنة تم بشكل قانوني تأسيس الأبرشية وان تكون كاتدرائية سان ستيفانس الكنيسة الأم لسائر الكنائس.

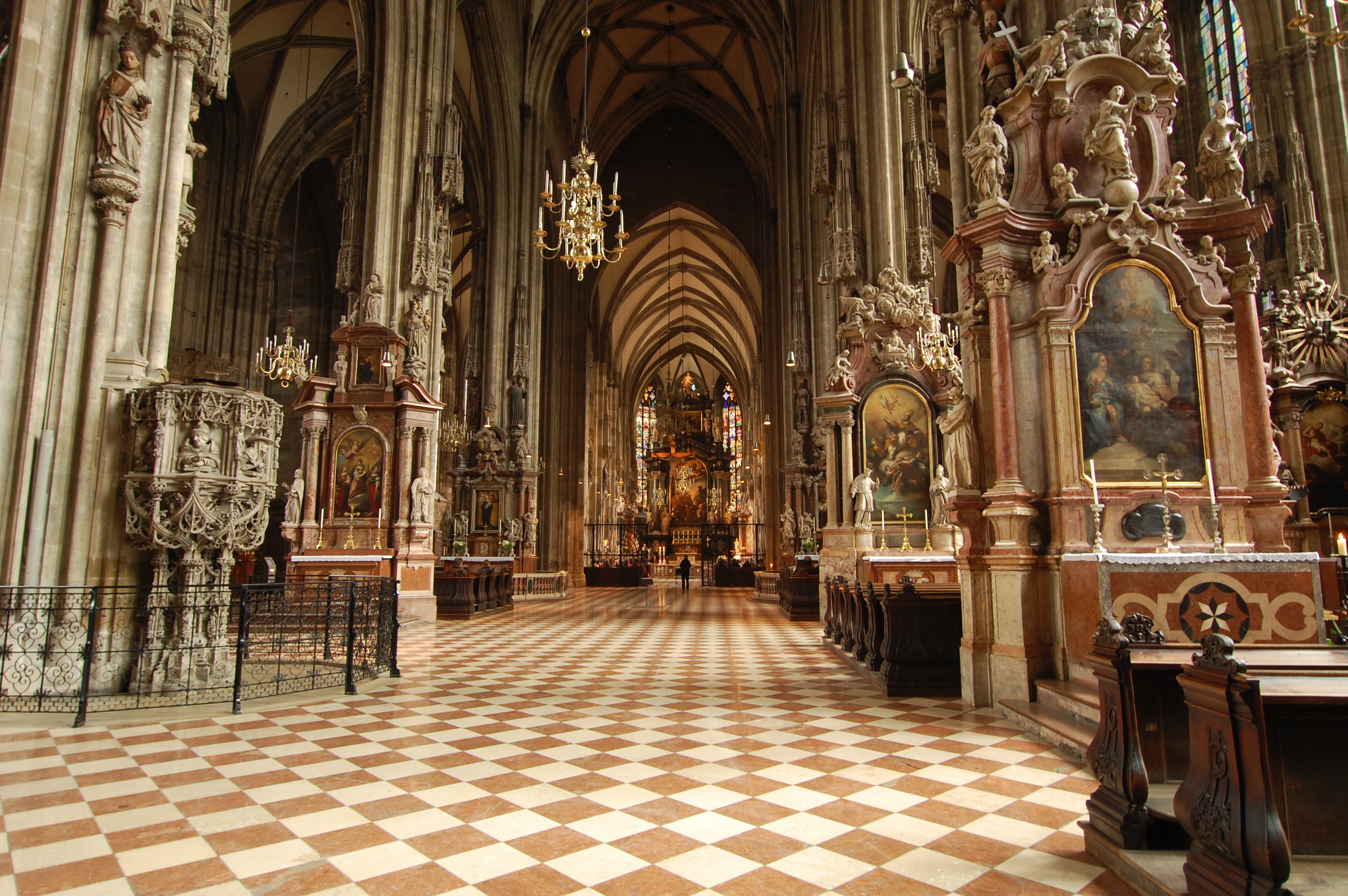
الكاتدرائية من الداخل

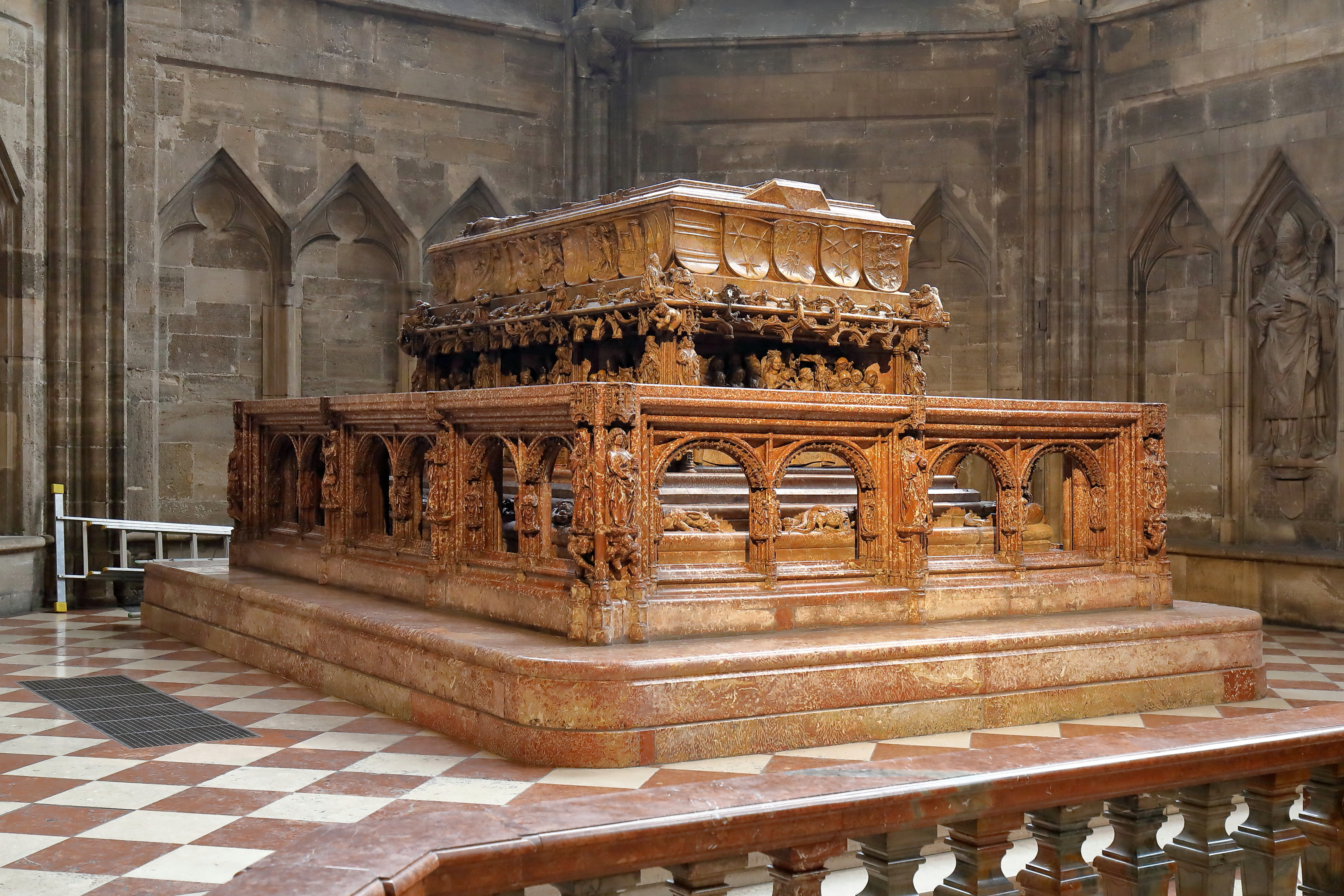
قبر فريدريك الثالث

خلال الحرب العالمية الثانية تمكنت الكاتدرائية من الصمود في وجهه القوات الألمانية الغازية الذين حاولوا خلال انسحابهم تدمير وهدم الكنيسة لكن محاولاتهم باءت بالفشل، ويعود الفضل في ذلك إلى القائد الألماني جيرهارت كلنكشت الذي رفض تنفيذ أوامر قائده الكوماندر باستهداف الكاتدرائية بالمدافع وتحويلها إلى ركام. لكن عند دخول القوات الروسية في 12 أبريل 1945 إلى فيينا حدث أن اشتعلت النيران في المباني المجاورة ثم لم تلبث أن امتدت إلى الكاتدرائية وألحقت بها أضرار في الجدران والأسقف وأدى ذلك إلى سقوط بعض الجوانب والأحجار والموزاييك المزخرف. لكن بجهود أهالي فيينا تمت الأصلاحات والترميمات، وفي 23 أبريل 1952 تم افتتاح الكاتدرائية رسميا.

## الأبراج
يبلغ ارتفاع البرج الجنوبي الرئيسي 136 مترا، استغرق بنائه 65 سنة، من 1368 إلى 1433, وكان خلال العصور الوسطى يؤدي دور برج للمراقبة ومقر للقيادة. أما ألان فهو أحد ابرز معالم مدينة فيينا البارزة.

## السقف

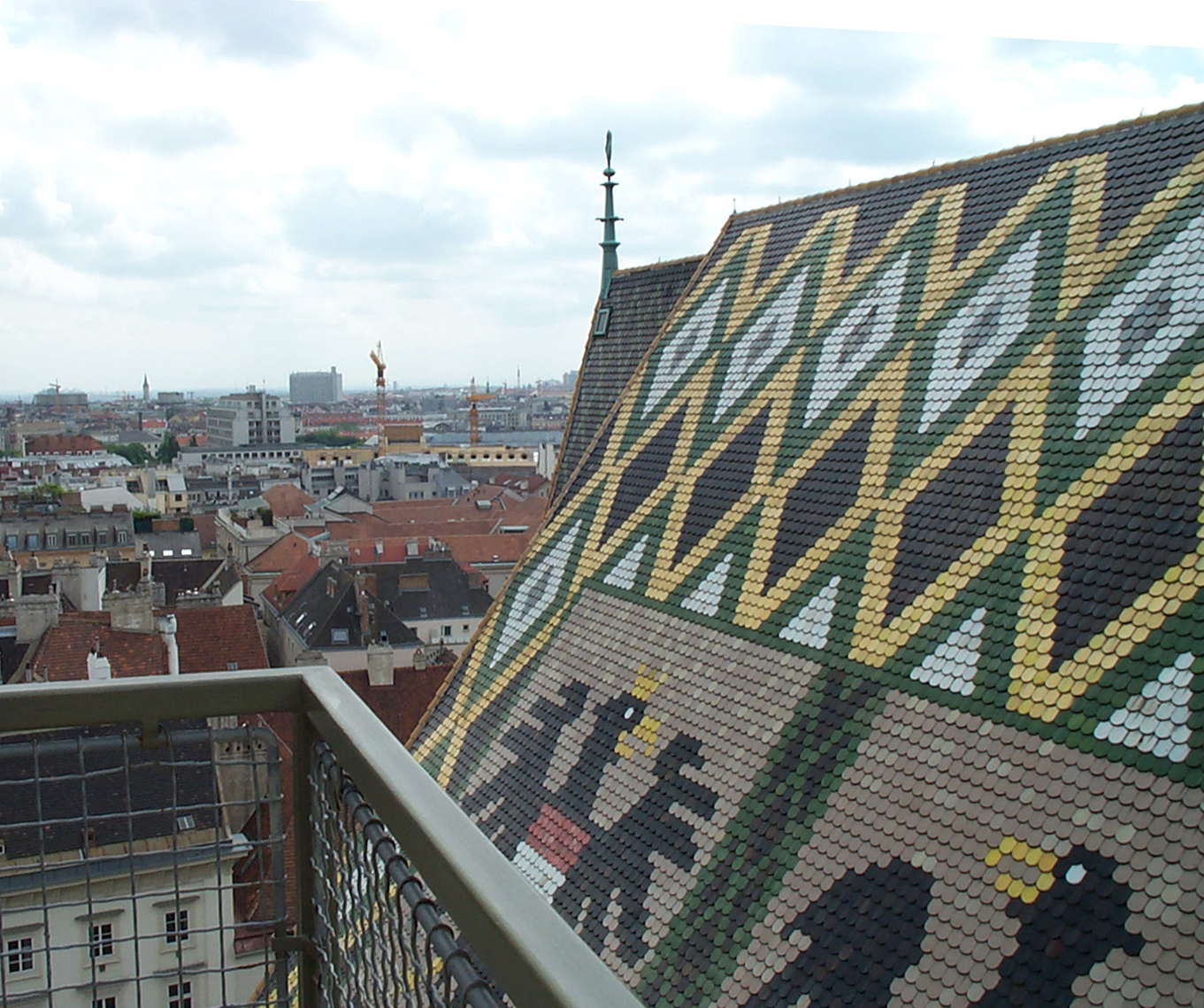
سقف الكاتدرائية مغطى بالموزاييك

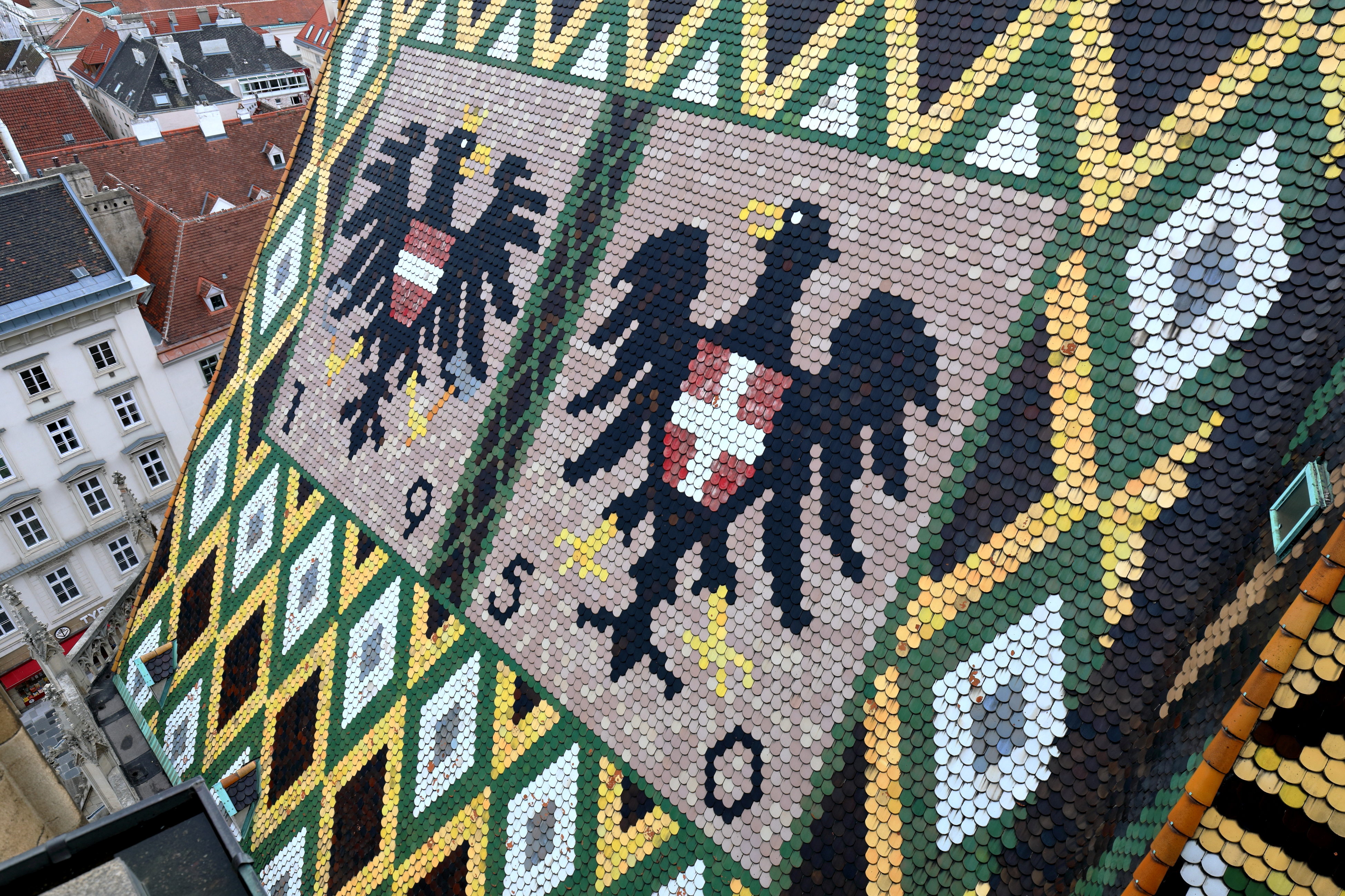
جانب من السقف

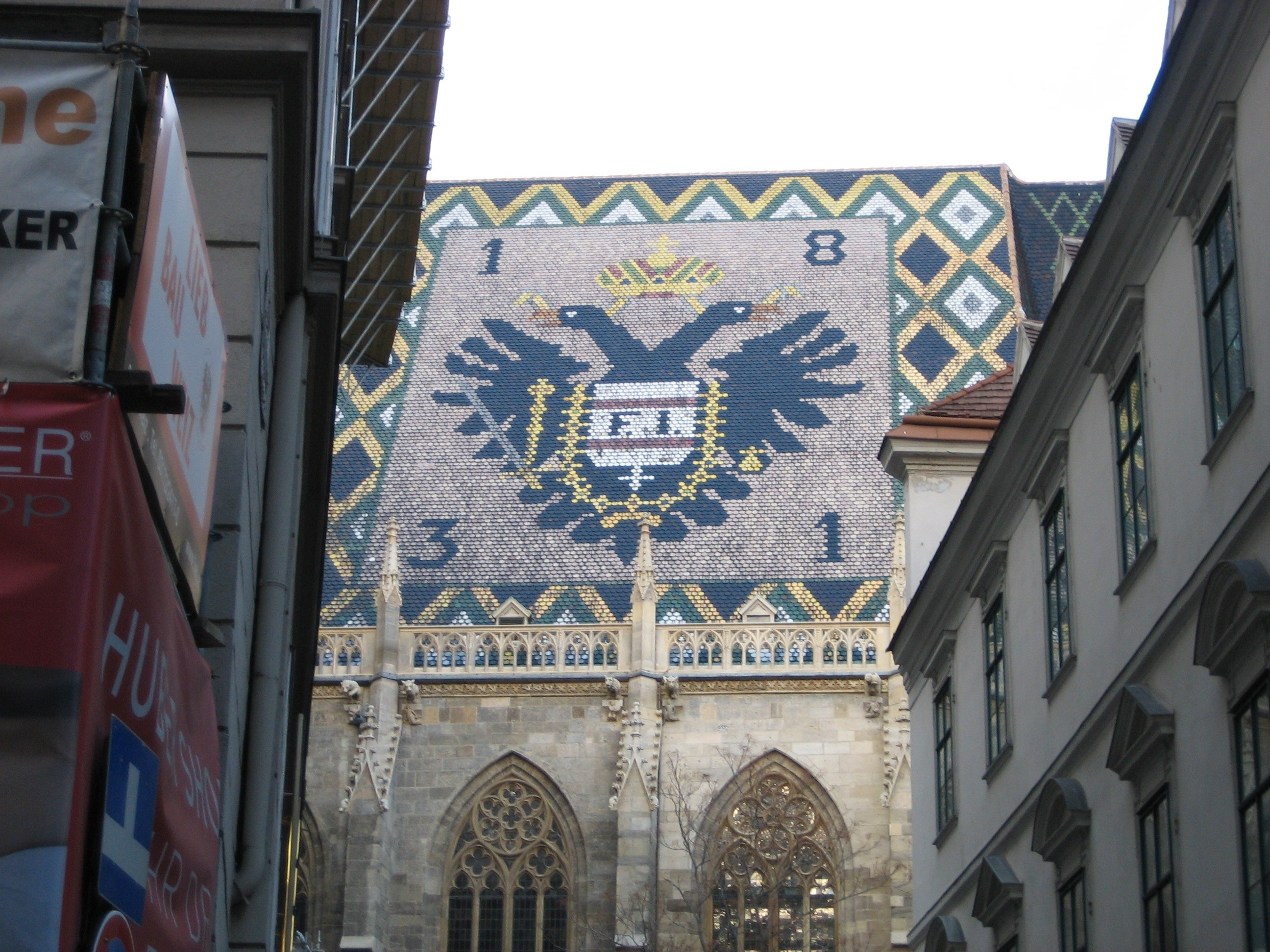
سقف الكاتدرائية

يبلغ ارتفاع السقف عن سطح الأرض 111مترا, ويحتوي على زخرفة غاية في الإتقان والجمال والألوان الزاهية.
يغطى السقف والجدران ما يقارب من 230000 قطعة زجاج مصقولة وموضوعة بدقة متناهية.
تم تزيين الجهة الجنوبية من موقع الجوقة الموسيقية بقطع من الموزاييك على شكل نسر ذو الرأسين رمز إمبراطورية هابسبورغ.

## الأورغون

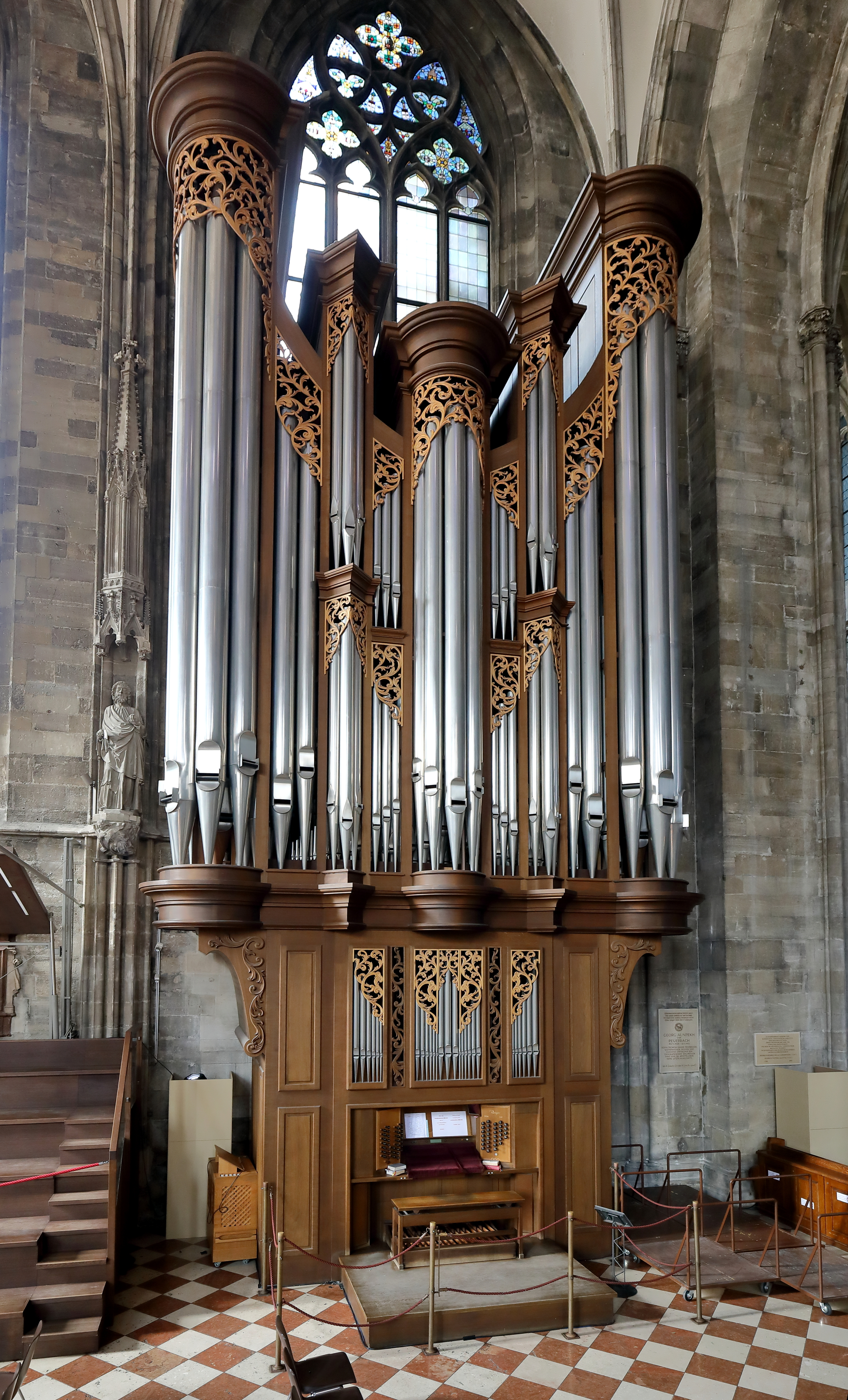
الأورغونبعد

حريق عام 1945 وبالتحديد في سنة 1960 تم إضافة اورغون كهربائي إلى الصالة الرئيسية يحتوي على 125 درجة صوتية و 900 ماسورة صوتية، ثم تم استبداله في عام 1991 باورغون ميكانيكي يحتوي على 56 درجة صوتية والذي لا يزال يعمل إلى الآن.